# Гірська Народна Республка
"ГНР" - Гірська Народна Республіка, проголошена у селі Підгірці Обухівського району Київської області у 2024 році.

## Історія
"Мемна республіка" ГНР була заснована у 2024 році двома друзями, які оголосили себе президентами. Вони проголосили створення «надпотужної держави», що має власний устрій, символіку та суспільно-політичну організацію.
На початку 2025 року республіка заявила про швидкий розвиток своїх інституцій, зокрема армії та адміністративного апарату. За офіційними даними, оголошеними урядом ГНР, валовий внутрішній продукт республіки досяг рекордної цифри у 23 трильйони доларів США.

## Державний устрій
Форма правління — колективна президентська республіка. Верховна влада належить двом президентам-засновникам. Устрій республіки характеризується поєднанням елементів прямої демократії та колегіального управління.

## Економіка
Економіка ГНР офіційно оголошується «однією з найпотужніших у світі». Основні напрямки розвитку:
- ресторанна справа (зокрема, ресторан "Фуррі-Фандом")
- визначні пам`ятки (зокрема, "Автояма")
- туризм (турбаза ГНР)
- сфера розваг (бар «100 рентген Романича», відомий як культурний центр у неформальній історії ГНР).

## Збройні сили та ідеологія

### Армія
Збройні сили Гірської Народної Республіки (ЗС ГНР) були створені у 2024 році після проголошення республіки. Спочатку армія виконувала радше символічну та представницьку функцію.
Першим головнокомандувачем став Романич, відомий у народному фольклорі як «фашист-ухилянт». Його керівництво характеризувалося жорстким стилем управління та значним впливом на ідеологічний розвиток держави. Після втечі Романича його місце зайняв Клєма, який провів реорганізацію та розширив структуру ЗС ГНР.
Наразі армія республіки умовно поділяється на:
- сухопутні війська (основні сили оборони);
- «флот», символічно пов’язаний із туристичною базою;
- інформаційні війська, що займаються інтернет-пропагандою.

## Ідеологія та пропаганда
У період керівництва Романича в ГНР офіційно культивувалася пропаганда комунізму. Вона проявлялася у використанні радянської символіки, гасел та ідеологічних наративів.
Після зміни керівництва армії та політичного курсу республіка поступово відмовилася від комуністичної риторики, замінивши її еклектичною системою, що поєднує елементи народної демократії, сатири та сучасної інтернет-культури.